# Borisz Gelfand
Borisz Abramovics Gelfand (oroszul: Борис Абрамович Гельфанд; héberül: בוריס אברמוביץ' גלפנד; belaruszul: Барыс Абрамавіч Гельфанд, Barisz Abramavics Helfand) (Minszk, 1968. június 24.–) fehéroroszországi születésű izraeli sakkozó, nemzetközi nagymester, világbajnoki döntős (2012), hatszoros világbajnokjelölt, világkupagyőztes (2009), csapatban sakkolimpiai arany, ezüst és bronzérmes, Európa-bajnoki arany és kétszeres ezüstérmes, a Szovjetunió junior sakkbajnoka (1985), Fehéroroszország kétszeres bajnoka, több szupertorna győztese, sakkszakíró.
A FIDE 2017. áprilisi világranglistáján 2724 Élő-ponttal a világ 30. legerősebb aktív sakkozójának számították. Eddigi legmagasabb pontszáma 2777 volt 2013 novemberében, legjobb világranglista-helyezését 1990 júliusában és 1991 januárjában érte el, amikor Garri Kaszparov és Anatolij Karpov mögött a 3. helyen állt.
1998-ban vándorolt ki Izraelbe, azóta Risón Lecijónban él. Felesége Maya, 2005-ben született lányuk Avital és 2011-ben fiuk Avner.
Többek közt arról ismert, hogy világossal előszeretettel nyit 1. d4-et, sötéttel pedig a szicíliai védelem Najdorf-változatának nagy kedvelője. A taktikai játékkal szemben a pozíciós játékot részesíti előnyben.

## Élete és sakkpályafutása

### Gyermekkora
Szülei Abram Ajzikovics és Nella Moiszejevna mérnökök voltak. Négyéves korában kapta meg apjától Jurij Averbah kezdőknek szóló sakk-könyvét, amelyet néhány hónap alatt közösen végigvettek. Hatéves korától járt sakkszakkörbe, ahol öt éven át a neves sakkpedagógus, Eduard Zelkind tanítványa, ezt követően a neves sakkoktató Tamara Golovej, majd a többszörös belarusz bajnok Albert Kapengut tanítványa volt. 1980–1983 között részt vett az exvilágbajnok Tigran Petroszján sakkiskolájának kurzusain.

### Első sikerei
1984-ben és 1985-ben (16 és 17 évesen) megnyerte Fehéroroszország felnőtt sakkbajnokságát.
17 éves korában a Szovjetunió ifjúsági bajnoka volt, 1986-ban a 2–3. helyen végzett a minszki nemzetközi versenyen. 1987-ben junior Európa-bajnok. Ez év júliusában került be először a világranglistán a legjobb 100 versenyző közé, 2510 ponttal holtversenyben a 78–82. helyen. 1988-ban négyes holtversenyben az élen végzett az ifjúsági világbajnokságon, a világbajnoki címet azonban Joël Lautier szerezte meg.
1989-ben a Szovjetunió sakkbajnokságának döntőjében holtversenyben a második helyet szerezte meg, ugyanebben az évben megnyerte a Barcza-emlékversenyt, Debrecenben. 1990-ben Kaszparov mögött a második helyen végzett, Linaresben, és ugyancsak második a Dortmundban rendezett szupertornán. Versenyeredményei alapján 1990. júliusban már a világranglista harmadik helyén állt.

### Út a világbajnoki döntőig
Először az 1990–93-as világbajnoki ciklusban szerezte meg az indulás jogát, és a Manilában rendezett zónaközi verseny megnyerése után rögtön a világbajnokjelöltek versenyének párosmérkőzéses szakaszáig jutott. Itt a negyeddöntőben attól az angol Nigel Shorttól szenvedett vereséget, aki az elődöntőben Anatolij Jevgenyjevics Karpovot, majd a döntőben a holland Jan Timmant is legyőzve a versenysorozat végén a klasszikus világbajnoki címért mérkőzhetett Garri Kaszparovval.
A következő, 1996-os világbajnoki ciklusban Bielben ismét megnyerte a zónaközi versenyt, és a világbajnokjelöltek versenyének párosmérkőzéses szakaszában az előző eredményéhez képest előrébb lépve ezúttal az elődöntőig (amely egyben a világbajnokjelöltek versenye döntőjének számított) jutott, ahol a versenysorozat végén a FIDE-világbajnoki címet elnyerő Anatolij Karpovtól szenvedett vereséget.
Az 1998-as világbajnoki ciklusban megismételte az előző világbajnokságon elért eredményét, és a világbajnokjelöltek versenyének elődöntőjébe jutott, ahol attól az indiai Visuvanádan Ánandtól szenvedett vereséget, aki a megnyerve a versenysorozatot, a világbajnoki címért mérkőzhetett a címvédő Anatolij Karpovval.
Az 1999-es FIDE-sakkvilágbajnokságon az egyenes kieséses versenysorozatban ismét a világbajnoki címet elnyerő versenyzőtől, ezúttal Alekszandr Halifmantól a rájátszásban szenvedett vereséget a negyedik körben.
A 2000-es FIDE-sakkvilágbajnokságon is a világbajnoki címért játszó versenyzőtől, ezúttal Alekszej Sirovtól szenvedett vereséget a negyedik körben.
A 2002-es FIDE-sakkvilágbajnokságon az egyenes kieséses párosmérkőzéses versenysorozaton a negyeddöntőig jutott, ahol Peter Szvidler rájátszás után ütötte el a továbbjutástól.
A 2004-es FIDE-sakkvilágbajnokságon a rendező ország Líbia volt, amelynek vezetője Moammer Kadhafi diszkriminatív módon nem engedélyezte az izraeli versenyzők indulását, így Gelfand sem tudott résztvenni a versenyen.
A 2007-es sakkvilágbajnokság versenysorozatában a 2005-ös sakkvilágkupán elért 6. helyezésével kvalifikálta magát a világbajnokjelöltek versenyére, ahol először az exvilágbajnok üzbég Rusztam Kaszimdzsanov, majd a korábban már világbajnoki döntőt is játszó angol Gata Kamsky ellen győzött, és ezzel bejutott a nyolc résztvevős világbajnoki döntőbe. A kétfordulós körmérkőzéses döntőben a világbajnoki címet megszerző Visuvanádan Ánand mögött Vlagyimir Kramnyikkal holtversenyben a 2–3. helyen végzett.
A 2012-es sakkvilágbajnokság versenysorozatában a 2009-es sakkvilágkupa megnyerése után a legjobb nyolc versenyző részvételével tartott egyenes kieséses párosmérkőzések sorozatát is megnyerte, ezzel kivívta a jogot, hogy a világbajnoki címért mérkőzhessen a regnáló világbajnok Visuvanádan Ánanddal.
A 12 játszmásra tervezett mérkőzésre 2012. május 10–30. között Moszkvában, a Tretyakov Galériában került sor. A 7. játszmában Gelfand győzelmével előnybe került, de Ánand rögtön a következő játszmában egyenlített, és a mérkőzés végeredménye 6–6 arányú döntetlen lett. A négy rapidjátszmából álló rájátszást Ánand 2,5–1,5-re nyerte, ezzel megvédte világbajnoki címét.
A 2013-as sakkvilágbajnokság versenysorozatában az előző világbajnoki döntő veszteseként közvetlenül a nyolc résztvevős, kétfordulós világbajnokjelöltek versenyén indulhatott, és az 5. helyet szerezte meg.
A 2014-es sakkvilágbajnokság versenysorozatában a kvalifikációs versenyek során a 2013-as sakkvilágkupán a negyedik fordulóban vereséget szenvedett a francia Maxime Vachier-Lagrave-tól, a 2013-as Grand Prix versenysorozaton pedig csak a negyedik helyet szerezte meg, így nem jutott tovább a világbajnokjelöltek versenyére.

### Kiemelkedő versenyeredményei
Mintegy 40 sakktornát nyert meg, többek közt 1992-ben és 1994-ben a rangos wijk aan zee-i versenyt. 1993-ban Bielben, 1994-ben Dos Hermanasban, 1995-ben Belgrádban, 1996-ban Tilburgban, 1999-ben Malmőben győzött, 2004. decemberben a pamplonai versenyt nyerte meg.
| Év        | Helyszín             | Verseny | +       | −       | =         | Eredmény         | Helyezés |
| --------- | -------------------- | --- | ------- | ------- | --------- | ---------------- | -------- |
| 1983      | Minszk               | 13. Szokolszkij-emlékverseny | 7       | 0       | 9         | 11½/16           | 1        |
|           |                      | Fehéroroszország bajnoksága | 4       | 5       | 7         | 7½/16            | 10—12    |
| 1985      | Jūrmala              | Szovjetunió junior sakkbajnoksága |         |         |           | 9/11             | 1        |
| 1986      | Minszk               | Nemzetközi verseny | 6       | 2       | 3         | 7½/11            | 2—3      |
| 1987      | Ungvár               | Fiatal mesterek össz-oroszországi versenye | 6       | 2       | 7         | 9½/15            | 2—3      |
|           | Norilszk             | Szovjetunió bajnoksága |         |         |           | 7/11             | 1—4      |
|           | Halle                | Nemzetközi verseny | 4       | 4       | 5         | 6½/13            | 8        |
| 1987/88   |                      | Junior sakk-Európa-bajnokság | 11      | 1       | 1         | 11½/13           | 1        |
| 1988      | Vilnius              | | 5       | 0       | 10        | 10/15            | 1—2      |
|           | Klaipėda             | 56. szovjet bajnokság (1. liga) | 6       | 1       | 9         | 10½/16           | 1—2      |
|           | Amszterdam           | OHRA-B verseny |         |         |           | 6½/9             | 1—3      |
|           | Adelaide             | Junior sakkvilágbajnokság | 7       | 2       | 4         | 9/13             | 1—4      |
| 1989      | Debrecen             | | 5       | 1       | 4         | 7/10             | 1        |
|           | Odessza              | 56. szovjet bajnokság | 4       | 2       | 9         | 8½/15            | 2—5      |
|           | Palma de Mallorca    | Nemzetközi verseny | 7       | 0       | 3         | 7½/9             | 1        |
| 1990      | Linares              | 8. nemzetközi verseny | 6       | 2       | 3         | 7½/11            | 2        |
|           | Újvidék              | 29. sakkolimpia | 3       | 0       | 6         | 6/9              |          |
|           | Manila               | Zónaközi verseny | 5       | 0       | 8         | 9/13             | 1—2      |
|           | Dortmund             | 18. nemzetközi verseny | 6       | 0       | 5         | 8½/11            | 2        |
| 1991      | Belgrád              | Nemzetközi verseny | 6       | 2       | 3         | 7½/11            | 1        |
|           | Linares              | 9. nemzetközi verseny | 4       | 6       | 3         | 5½/13            | 12       |
| 1991/1992 | Reggio Emilia        | 34. nemzetközi verseny | 6       | 2       | 3         | 5½/9             | 2—3      |
| 1992      | Wijk aan Zee         | Nemzetközi verseny | 4       | 0       | 9         | 8½/13            | 1—2      |
|           | Linares              | 10. nemzetközi verseny | 4       | 3       | 6         | 7/13             | 5—7      |
|           | Moszkva              | Aljechin-emlékverseny | 3       | 1       | 3         | 4½/7             | 1—2      |
| 1993      | Biel                 | Zónaközi verseny | 5       | 0       | 8         | 9/13             | 1        |
|           | Linares              | 11. nemzetközi verseny | 2       | 6       | 5         | 4½/13            | 13       |
| 1994      | Wijk aan Zee         | Világbajnokjelölti párosmérkőzés Michael Adams ellen | 3       | 1       | 4         | 5/8              |          |
|           | Moszkva              | 31. sakkolimpia | 3       | 2       | 6         | 6/11             |          |
|           | Linares              | 12. nemzetközi verseny | 1       | 3       | 9         | 5½/13            | 11       |
|           |                      | Világbajnokjelölti párosmérkőzés (elődöntő) Borisz Kramnyik ellen | 2       | 1       | 5         | 4½/8             |          |
| 1995      |                      | Világbajnokjelölti párosmérkőzés (döntő) Anatolij Karpov ellen | 1       | 4       | 4         | 3/9              |          |
|           | Biel                 | Nemzetközi verseny | 3       | 1       | 9         | 7½/13            | 3—4      |
| 1996      | Jereván              | 32. sakkolimpia | 2       | 0       | 8         | 6/10             |          |
|           | Bécs                 | Nemzetközi verseny | 2       | 0       | 7         | 5½/9             | 1–2      |
| 1997      | Biel                 | Nemzetközi verseny | 2       | 1       | 7         | 5½/10            | 3        |
| 1998      | Polanica Zdroj       | 35. Rubinstein-emlékverseny | 4       | 0       | 5         | 6½/9             | 1        |
| 1999      | Malmö                | | 5       | 0       | 4         | 7/9              | 1        |
|           | Las Vegas            | FIDE-sakkvilágbajnokság |         |         |           | /                |          |
| 2000      | Biel                 | Nemzetközi verseny | 1       | 1       | 8         | 5/10             | 4—5      |
|           | Hanti-Manszijszk     | 2000-es sakkvilágkupa D csoport Negyeddöntő Je Csiang-csuan ellen Elődöntő Visuvanádan Ánand ellen | 1 0     | 0 1 0   | 4 0 2     | 3/5 1/2          | 2—3      |
|           | Polanica Zdroj       | Nemzetközi verseny | 4       | 0       | 5         | 6½/9             | 1        |
| 2001      | Asztana              | Nemzetközi verseny | 2       | 1       | 7         | 5½/10            | 3        |
|           | Biel                 | Nemzetközi verseny | 1       | 1       | 8         | 5/10             | 3        |
| 2002      | Bled                 | 35. sakkolimpia | 2       | 0       | 6         | 5/8              |          |
| 2004      | Pamplona             | 14. nemzetközi verseny | 4       | 0       | 3         | 5½/7             | 1        |
|           | Calvià               | 36. sakkolimpia | 2       | 1       | 8         | 6/11             |          |
| 2005      | Bermuda              | Nemzetközi verseny | 2       | 0       | 8         | 6/10             | 1—2      |
|           | Biel                 | Nemzetközi verseny | 2       | 0       | 8         | 6/10             | 1—2      |
| 2006      | Wijk aan Zee         | Nemzetközi verseny | 3       | 2       | 8         | 7/13             | 5—6      |
|           | Torino               | 37. sakkolimpia | 2       | 1       | 6         | 5/9              |          |
|           | Moszkva              | 1. Tal-emlékverseny | 2       | 1       | 6         | 5/9              | 4        |
| 2007      | Eliszta              | 2007-es sakkvilágbajnokság (világbajnokjelöltek mérkőzései) Rusztam Kaszimdzsanov (első kör) Gata Kamsky (második kör)                                                                                    | 0 2     | 0 0     | 6 3       | 3/6 3½/5         | [ 39 ]   |
|           | Mexikó               | 2007-es sakkvilágbajnokság | 3       | 1       | 10        | 8/14             | 2—3      |
|           | Moszkva              | 2. Tal-emlékverseny | 0       | 0       | 9         | 4½/9             | 3—6      |
| 2008      | Wijk aan Zee         | Corus sakktorna, nemzetközi verseny | 1       | 4       | 8         | 5/13             | 12—14    |
|           | Szocsi               | 2. Grand Prix | 1       | 3       | 9         | 5½/13            | 12       |
|           | Moszkva              | 3. Tal-emlékverseny | 1       | 0       | 8         | 5/9              | 2—5      |
|           | Drezda               | 38. sakkolimpia | 5       | 0       | 5         | 7½/10            | 2        |
| 2009      | Nalcsik              | 4. Grand Prix | 3       | 3       | 7         | 6½/13            | 6—7      |
|           | Bázna                | 3. nemzetközi verseny | 2       | 0       | 8         | 6/10             | 2        |
|           | Biel                 | 42. nemzetközi verseny | 0       | 2       | 8         | 4/10             | 5        |
|           | Jermuk               | 5. Grand Prix | 5       | 2       | 6         | 8/13             | 2—3      |
|           | Moszkva              | 4. Tal-emlékverseny | 1       | 1       | 7         | 4½/9             | 6        |
|           | Hanti-Manszijszk     | 2009-es sakkvilágkupa 1. kör: А. Obudcsuk 2. kör Farrukh Amonatov 3. kör: Polgár Judit 4. kör: Maxime Vachier-Lagrave Negyeddöntő: Dmitrij Jakovenko Elődöntő: Szergej Karjakin Döntő: Ruszlan Ponomarjov | 1 0 2 0 | 0 1 0 0 | 1 0 2 0 4 | 1½/2 1/2 2/2 2/4 |          |
| 2010      | Bursa                | 2009-es sakkcsapat világbajnokság | 1       | 2       | 4         | 3/7              |          |
|           | Linares              | 27. nemzetközi verseny | 0       | 2       | 8         | 4/10             | 4—6      |
|           | Dagomesz             | 17. orosz csapatbajnokság (Premier Liga az ШСМ-64 Moszkva csapatában; 1. tábla) | 1       | 0       | 5         | 3½/6             | [ 43 ]   |
|           | Asztrahán            | 6. Grand Prix | 1       | 2       | 10        | 6/13             | 10—11    |
|           | Medgyes              | 4. nemzetközi verseny | 3       | 2       | 5         | 5½/10            | 3        |
|           | Amszterdam           | | 4       | 0       | 6         | 7/10             |          |
|           | Hanti-Manszijszk     | 39. sakkolimpia | 1       | 1       | 7         | 4½/9             | [ 44 ]   |
|           | Plovdiv              | Klubcsapatok Európa-kupája (az ШСМ-64 Moszkva csapatával; 1. tábla) | 1       | 1       | 5         | 3½/7             |          |
|           | Moszkva              | 5. Tal-emlékverseny | 2       | 4       | 3         | 3½/9             | 8        |
| 2011      | Kazany               | Világbajnokjelöltek versenye Negyeddöntő Sahrijar Mamedjarov ellen Eldőöntő Gata Kamsky ellen Döntő Alekszandr Griscsuk ellen                                                                             | 1 0 1   | 0 0     | 3 4 5     | 2½/4 2/4 3½/6    | [ 45 ]   |
| 2012      | Moszkva              | Mérkőzés a világbajnoki címért | 1       | 1       | 10        | 6/12             | [ 46 ]   |
|           | London               | Grand Prix-verseny | 4       | 1       | 6         | 7/11             | 1—3      |
|           | Taskent              | Grand Prix-verseny | 0       | 2       | 9         | 4½/11            | 10       |
| 2013      | London               | Világbajnokjelöltek versenye | 2       | 3       | 9         | 6½/14            | 5        |
|           | Párizs/Szentpétervár | Aljechin-emlékverseny | 2       | 0       | 7         | 5½/9             | 1—2      |
|           | Moszkva              | Tal-emlékverseny | 3       | 0       | 6         | 6/9              | 1        |
|           | Párizs               | Grand Prix-verseny | 4       | 1       | 6         | 7/11             | 1—2      |

## Eredményei csapatban

### Sakkolimpiák
1990–2014 között három ország (Szovjetunió, Fehéroroszország, Izrael) csapatában 11 sakkolimpián vett részt, amelyeken csapatban egy arany, egy ezüst és egy bronzérmet, ezen felül egyéniben még egy ezüstérmet szerzett.
| Év   | Olimpia         | Helyszín                          | Ország           | Élő-p. | Tábla | Győzelem | Vereség | Döntetlen | %    | Telj.ért. | Helyezés csapat | Helyezés egyéni |
| 1990 | 29. sakkolimpia | Újvidék ( Jugoszlávia)            | Szovjetunió      | 2680   | 2.    | 3        | 0       | 6         | 66,7 | 2669      | Aranyérem       | 10.             |
| 1994 | 31. sakkolimpia | Nizza ( Franciaország)            | Fehéroroszország | 2680   | 1.    | 3        | 2       | 6         | 54,5 | 2608      | 12.             | 45.             |
| 1996 | 32. sakkolimpia | Jereván · ( Örményország)         | Fehéroroszország | 2665   | 1.    | 2        | 0       | 8         | 60   | 2637      | 33.             | 24.             |
| 2000 | 34. sakkolimpia | Isztambul · ( Törökország)        | Izrael           | 2683   | 1.    | 3        | 0       | 8         | 63,6 | 2748      | 5.              | 18.             |
| 2002 | 35. sakkolimpia | Bled · ( Szlovénia)               | Izrael           | 2704   | 1.    | 2        | 0       | 6         | 62,5 | 2753      | 9.              |                 |
| 2004 | 36. sakkolimpia | Calvià · ( Spanyolország)         | Izrael           | 2693   | 1.    | 2        | 1       | 8         | 54,5 | 2706      | 5.              | 43.             |
| 2006 | 37. sakkolimpia | Torino · ( Olaszország)           | Izrael           | 2727   | 1.    | 2        | 1       | 6         | 55,6 | 2717      | 4.              | 46.             |
| 2008 | 38. sakkolimpia | Drezda · ( Németország)           | Izrael           | 2719   | 1.    | 5        | 0       | 5         | 75   | 2833      | Ezüstérem       | Ezüstérem       |
| 2010 | 39. sakkolimpia | Hanti-Manszijszk · ( Oroszország) | Izrael           | 2751   | 1.    | 1        | 1       | 7         | 50   | 2705      | Bronzérem       | 19.             |
| 2012 | 40. sakkolimpia | Isztambul · ( Törökország)        | Izrael           | 2738   | 1.    | 1        | 0       | 7         | 56,3 | 2713      | 26.             | 15.             |
| 2014 | 41. sakkolimpia | Tromsø · ( Norvégia)              | Izrael           | 2753   | 1.    | 2        | 1       | 6         | 55,6 | 2714      | 9.              | 22.             |

### Sakkcsapat-világbajnokság
Három alkalommal szerepelt Izrael válogatott csapatában a sakkcsapatok világbajnokságán, amelyeken csapatban egy 6. és két 7. helyezést szereztek.

### Sakkcsapat Európa-bajnokság
1989–2005 között öt alkalommal szerepelt a sakkcsapatok Európa-bajnokságán. 1989-ben a Szovjetunió válogatottjában aranyérmet, és Izrael válogatottjában 2003-ban és 2005-ben ezüstérmet szerzett.

### Klubcsapatok Európa-kupája
Az európai klubcsapatok kupájának versenysorozatában1995–2012 között 14 alkalommal szerepelt. 1995–1999 között a jugoszláv Agrouniverzal Zemun csapatával vett részt, és 1999-ben egy ezüstérmet nyertek. 2003–2005 között a lengyel KSz Polonia Warsaw csapatában 2003-ban és 2005-ben egyaránt ezüstérmet szereztek, míg 2009–2012 között az ShSM-64 Moscow csapatában játszva 2012-ben bronzéremhez jutottak.

## Megjelent művei
- My most memorable games. Edition Olms, Zürich, 2005 ISBN 3-283-00453-6
- Meine besten Partien, Edition Olms, Zürich, 2005 ISBN 3-283-00452-8
- Positional Decision Making in Chess, Quality Chess, Glasgow, 2015 ISBN 978-1-78483-006-9